# محوطه روستای ترپوکلا
محوطه روستای ترپوکلا مربوط به دوران‌های تاریخی پس از اسلام است و در شهرستان رودسر، بخش رحیم آباد، روستای ترپوکلا واقع شده و این اثر در تاریخ ۲ بهمن ۱۳۸۲ با شمارهٔ ثبت ۱۰۷۵۳ به‌عنوان یکی از آثار ملی ایران به ثبت رسیده‌است.